# Rally Monkey
Rally Monkey — маскот команды «Лос-Анджелес Энджелс из Анахайма» Главной лиги бейсбола.
Персонаж был создан 6 июня 2000 года, когда «Ангелы» проигрывали «Сан-Франциско Джайентс» 5-4 в начале девятого иннинга. Два видеооператора, Дин Фролино и Джейсен Хумес, продемонстрировали клип с прыгающей обезьяной из комедии с Джимом Керри 1994 года «Эйс Вентура: Розыск домашних животных» и поместили на экран слова «RALLY MONKEY!» сверху изображения. «Ангелы» выиграли два очка и одержали победу в игре.
Видеоклип оказался настолько популярен, что команда приобрела Кейти, капуцина с белыми волосами, чтобы играть главную роль в оригинальных клипах для более поздних игр. На экране она подпрыгивает под песню группы House of Pain Jump Around и иногда держит табличку, объявляющую, что это — «RALLY TIME!» («время ралли»).
Rally Monkey привлекла национальное и международное внимание во время появления «Ангелов» в Мировой Серии 2002 года, где они снова играли против «Сан-Франциско Джайентс». В шестой игре «Ангелы» играли на своём поле, но проигрывали серию со счётом 3-2 и стояли на грани вылета. Счёт снизился до 5-0, поскольку игра вошла в начало седьмого иннинга. Разогретые поддержкой болельщиков, связанной с образом Rally Monkey, «Ангелы» выиграли 6 оставшихся без ответа очков в следующих двух иннингах, выиграв игру и дав хороший импульс серии (они пошли на клинч чемпионата в седьмой игре).
В 2009 «Ангелы» ещё раз достигли постсезона, приведя к возобновлению популярности обезьяны.
Рост обезьяны — 24 дюйма (60 сантиметров), вес — 0,2 килограмма.
Видео, показывающие Rally Monkey, присутствуют во многих популярных фильмах и сериалах («Друзья», «Парк Юрского периода» и так далее). «Ангелы» начали продавать плюшевых обезьян, которых болельщики приносят на игры.